# Dioscoro S. Rabor
Dioscoro Siarot Rabor (* 18. Mai 1911 in Carcar City, Cebu; † 25. März 1996 in Los Baños in der Provinz Laguna, Luzon, Philippinen), auch als Joe Rabor bekannt, war ein philippinischer Zoologe und Naturschützer.

## Leben
Dioscoro Rabor graduierte 1932 zum Bachelor of Science und 1934 zum Master of Science an der University of the Philippines. 1957 wurde Sidney Dillon Ripley sein Mentor an der Yale University, wo er 1958 zum Ph.D. promovierte. 1974 wurde er mit dem Ehrendoktortitel der Silliman University auf Negros ausgezeichnet. Zwischen 1935 und 1977 leitete Rabor mehr als 50 Expeditionen auf 25 Inseln der Philippinen, wo er acht neue Arten und 61 neue Unterarten von Vögeln, Säugetieren, Fischen, Amphibien und Reptilien entdeckte. Auf den meisten Expeditionen wurde er von seiner Frau Lina N. Florendo begleitet. Die vier Töchter Iole Irena, Nectarinia Juliae, Ardea Ardeola und Alectis Cyrene sind nach Vögeln beziehungsweise Fischen benannt worden. Rabor war Mitglied der Planungskomitees der Internationalen Ornithologischen Kongresse in Oxford (1966), in Den Haag (1970) und in Canberra (1974). 1951 wurde er Mitglied in der American Ornithologists’ Union und 1958 wurde er zum korrespondierenden Mitglied dieser Organisation gewählt. Rabor war ein engagierter Artenschützer, der sich für Kampagnen zum Schutz des Affenadlers einsetzte. 1975 entdeckte er die Dinagat-Borkenratte (Crateromys australis), die anschließend 37 Jahre verschollen blieb, bevor sie 2012 durch tschechische Zoologen wiederentdeckt wurde. Er schrieb 87 Bücher und wissenschaftliche Artikel, darunter zehn zusammen mit Austin Loomer Rand, acht mit Sidney Dillon Ripley und drei mit John Eleuthère DuPont.

## Nach Rabor benannte Taxa
Nach Rabor sind unter anderem die Rostkopf-Grundsänger (Robsonius rabori), der Philippinen-Röhrennasenflughund (Nyctimene rabori), das Palawan-Berghörnchen (Sundasciurus rabori), der Negros-Himmelsschnäpper (Hypothymis coelestis rabori) und Prionailurus bengalensis rabori (Unterart der Bengalkatze von der Insel Cebu) benannt worden. Im Artepitheton des Linanektarvogels (Aethopyga linaraborae) wird Rabors Frau geehrt.